# Haličský revoluční výbor

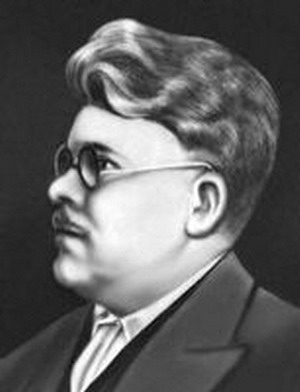
Vladimir Petrovich Zatonskij

Haličský revoluční výbor zkráceně také Galrevkom (rusky Галицкий революционный комитет, Галревком) byl komunistický revoluční orgán, který spravoval území Haliče dobyté Rudou armádou při Polsko-sovětské válce roku 1920.
Výbor vznikl 8. července 1920 a jeho předsedou byl zvolen Vladimir Zatonskij. Sídlem výboru byla Ternopol. Jeho hlavním úkolem byl vznik a řízení Haličské SSR. Mimo to založil haličskou Rudou armádu, zřídil nový správní, justiční a vzdělávací systém, zavedl sovětskou měnu a polštinu, ukrajinštinu a jidiš jako úřední jazyk. Zanikl porážkou Rudé armády a obsazením Haliče Poláky dne 21. září 1920.